# 側斑凹鼻魨
側斑凹鼻魨為輻鰭魚綱魨形目四齒魨亞目四齒魨科的其中一種，分布於西印度洋南非德斑至Xora河口熱帶海域，體長可達20公分，棲息在底層水域，生活習性不明，具有毒性。

## 扩展阅读
維基物種上的相關：側斑凹鼻魨